# Supercopa d'Espanya de futbol 1983
La Supercopa d'Espanya de futbol 1983 va ser la 2a edició de la Supercopa d'Espanya de futbol, una competició futbolística que enfronta el campió de la lliga espanyola amb el de la copa. En aquesta ocasió es va disputar a doble partit. El 26 d'octubre de 1983 es va jugar l'anada al camp del campió de la lliga 1982-83, l'Athletic Club, amb victòria del Barça per 1 a 3. La tornada, jugada el 30 de novembre de 1983 al camp del campió de la copa 1982-83, el FC Barcelona, va finalitzar amb victòria de l'Athletic per 0 a 1.
El Barça va ser el campió de la competició, després de guanyar per 3 a 2, en total.

## Participants
| Equip         | Raó de la classificació    | Participacions anteriors (la negreta indica que la van guanyar) |
| ------------- | -------------------------- | --------------------------------------------------------------- |
| Athletic Club | Campió de la lliga 1982-83 | Cap                                                             |
| FC Barcelona  | Campió de la copa 1982-83  | Cap                                                             |

## Partits

### Anada
| Athletic Club | 1–3     | FC Barcelona                           |
| ------------- | ------- | -------------------------------------- |
| Sarabia 45'   | Informe | Alexanko 31' · Carrasco 48' · Rojo 77' |

### Tornada
| FC Barcelona | 0–1     | Athletic Club |
| ------------ | ------- | ------------- |
|              | Informe | Endika 2'     |

## Campió
| Campió de la Supercopa d'Espanya 1983 |
| ------------------------------------- |
| FC Barcelona 1r títol                 |